# Obdacher-nyereg
Az Obdacher-nyereg vagy Obdacher-hágó (németül: Obdachersattel) 955 méter tszf. magasságban fekvő magashegyi hágó, az ausztriai Packalpe és a Seetaler-Alpok tájegységeket kapcsolja össze,  Lavanttal és Aichfeld között.

## Története
A hágó helyén mára a rómaiak előtti időkben is út haladt át, amely a Dráva-áttörést (Drauburg) és a felső muravölgyi területeket kötötte össze, ezáltal a Semmeringút alternatíváját képezve. Manapság Graz felől (az A2-es autópálya felől) az Obdacher-nyergen vezető úton érhető el leggyorsabban a Felső Mura-völgy. A hágótól délre levő területeken az ősi utak csak erős emelkedőkkel rendelkező utakkal voltak csak áthághatók, amiért idővel a rómaiak is egy út kiépítését tervezték. Erre lehetőséget és sürgős intézkedést akkor fordítottak, amikor a germán törzsek ellen a Duna vonaláig nyúló törzsek betöréseinek a Duna vonaláig való visszaszorítását kellett hadiutak létesítésével biztosítani.